# Belvidere (Wisconsin)
Belvidere es un pueblo ubicado en el condado de Buffalo en el estado estadounidense de Wisconsin. En el Censo de 2010 tenía una población de 396 habitantes y una densidad poblacional de 4,44 personas por km².

## Geografía
Belvidere se encuentra ubicado en las coordenadas 44°16′20″N 91°49′51″O / 44.27222, -91.83083. Según la Oficina del Censo de los Estados Unidos, Belvidere tiene una superficie total de 89.16 km², de la cual 83.52 km² corresponden a tierra firme y (6.33%) 5.64 km² es agua.

## Demografía
Según el censo de 2010, había 396 personas residiendo en Belvidere. La densidad de población era de 4,44 hab./km². De los 396 habitantes, Belvidere estaba compuesto por el 97.98% blancos, el 0% eran afroamericanos, el 0% eran amerindios, el 0.25% eran asiáticos, el 0% eran isleños del Pacífico, el 1.77% eran de otras razas y el 0% pertenecían a dos o más razas. Del total de la población el 2.53% eran hispanos o latinos de cualquier raza.